# アギット・カバエル
アギット・カバエル（Agit Kabayel、1992年9月23日 - ）は、ドイツのプロボクサー。ノルトライン＝ヴェストファーレン州レーヴァークーゼン出身。現WBC世界ヘビー級暫定王者。

## 来歴

### プロ時代
2011年6月23日、プロデビュー戦を行い4回TKO勝ち。
2016年6月4日、マクデブルクのゼービューネでクリスチャン・レヴァンドフスキとEUヘビー級王座決定戦を行い、7回20秒KO勝ちを収め王座獲得に成功した。
2017年2月4日、マクデブルクのマリティム・ホテルでエルベ・ユボーとEBUヘビー級王座決定戦を行い、12回3-0の判定勝ちを収め王座獲得に成功した。
2020年7月18日、マクデブルクのゼービューネでエフゲニオス・ラザリディスとWBAコンチネンタルヘビー級王座決定戦を行い、10回3-0の判定勝ちを収め王座獲得に成功した。
2023年12月23日、サウジアラビア・リヤドのキングダム・アリーナにてアンソニー・ジョシュア対オットー・ヴァリンの前座でNABF・WBAインターコンチネンタルヘビー級王者アルスランベク・マフムドフに挑戦し、4回2分3秒TKO勝ちを収め両王座の獲得に成功した。
2024年5月18日、サウジアラビア・リヤドのキングダム・アリーナにてタイソン・フューリー対オレクサンドル・ウシクの前座でWBCアメリカ大陸・NABOヘビー級王者フランク・サンチェスとWBC世界ヘビー級挑戦者決定戦を行い、7回2分33秒KO勝ちを収めWBCアメリカ大陸・NABOヘビー級王座獲得に成功するとともに、オレクサンドル・ウシクへの挑戦権を獲得した。
2025年5月22日、サウジアラビア・リヤドのキングダム・アリーナにてアルツール・ベテルビエフ対ディミトリー・ビボル第二戦の前座でWBC世界ヘビー級2位の張志磊とWBC世界ヘビー級暫定王座決定戦を行い、6回2分29秒KO勝ちを収め王座獲得に成功した。

## 戦績
- プロボクシング：26戦 26勝（18KO）無敗

| 戦           | 日付           | 勝敗 | 時間     | 内容    | 対戦相手                       | 国籍           | 備考                                                                    |
| ------------ | -------------- | ---- | -------- | ------- | ------------------------------ | -------------- | ----------------------------------------------------------------------- |
| 1            | 2011年6月23日  | ☆    | 4R       | TKO     | イェトン・アブドゥラ           | アルバニア     | プロデビュー戦                                                          |
| 2            | 2011年7月23日  | ☆    | 4R       | 判定    | セルチュク・ディンク           | ドイツ         |                                                                         |
| 3            | 2012年3月30日  | ☆    | 3R 1:50  | TKO     | ワルデマル・パール             | ドイツ         |                                                                         |
| 4            | 2012年6月2日   | ☆    | 4R       | 判定    | ワルデマル・パール             | ドイツ         |                                                                         |
| 5            | 2013年4月6日   | ☆    | 2R 2:20  | TKO     | イワン・チルコビッチ           | セルビア       |                                                                         |
| 6            | 2013年7月27日  | ☆    | 2R 1:42  | TKO     | エンギン・ソルマズ             | トルコ         |                                                                         |
| 7            | 2013年9月27日  | ☆    | 1R 1:21  | TKO     | アレクサンダー・カール         | ドイツ         |                                                                         |
| 8            | 2013年12月15日 | ☆    | 2R 2:05  | TKO     | パベル・シスカ                 | チェコ         |                                                                         |
| 9            | 2014年2月1日   | ☆    | 1R 0:12  | KO      | ウラジミール・リョートル       | ポーランド     |                                                                         |
| 10           | 2014年3月22日  | ☆    | 10R      | 判定2-1 | グベンガ・オルクン             | ナイジェリア   | WBC地中海ヘビー級王座決定戦                                             |
| 11           | 2014年12月14日 | ☆    | 3R       | TKO     | アルシオム・シャルニアケビッチ | ベラルーシ     |                                                                         |
| 12           | 2015年10月17日 | ☆    | 2R       | TKO     | マクシム・ペデュラ             | ウクライナ     |                                                                         |
| 13           | 2015年12月5日  | ☆    | 1R 1:27  | KO      | シャルヴァ・ヨマルダシビリ     | ジョージア     |                                                                         |
| 14           | 2016年1月9日   | ☆    | 3R 2:29  | TKO     | ローレンス・タウアサ           | オーストラリア |                                                                         |
| 15           | 2016年6月4日   | ☆    | 7R 0:20  | KO      | クリスチャン・レヴァンドフスキ | ドイツ         | EUヘビー級王座決定戦                                                    |
| 16           | 2017年2月24日  | ☆    | 12R      | 判定3-0 | エルベ・ユボー                 | ベルギー       | EBUヘビー級王座決定戦                                                   |
| 17           | 2017年11月4日  | ☆    | 12R      | 判定2-0 | デレック・チゾラ               | イギリス       | EBU防衛1                                                                |
| 18           | 2018年4月21日  | ☆    | 3R 2:25  | TKO     | ミルヤン・ロフカニン           | セルビア       | EBU防衛2                                                                |
| 19           | 2019年3月2日   | ☆    | 12R      | 判定3-0 | アンドリー・ルデンコ           | ウクライナ     | EBU防衛3                                                                |
| 20           | 2020年7月18日  | ☆    | 10R      | 判定3-0 | エフゲニオス・ラザリディス     | ギリシャ       | WBAコンチネンタルヘビー級王座決定戦                                     |
| 21           | 2021年6月5日   | ☆    | 6R 2:24  | TKO     | ケビン・ジョンソン             | アメリカ合衆国 | WBAコンチネンタル防衛1                                                  |
| 22           | 2022年5月14日  | ☆    | 1R 1:50  | TKO     | パベル・サワー                 | チェコ         |                                                                         |
| 23           | 2023年3月4日   | ☆    | 10R      | 判定3-0 | アグロン・スマキッチ           | クロアチア     | EBUヘビー級王座決定戦                                                   |
| 24           | 2023年12月23日 | ☆    | 10R 2:55 | TKO     | アルスランベク・マフムドフ     | ロシア         | NABF・WBAインターコンチネンタルヘビー級タイトルマッチ                   |
| 25           | 2023年5月18日  | ☆    | 7R 2:33  | KO      | フランク・サンチェス           | キューバ       | WBC世界ヘビー級挑戦者決定戦 WBCアメリカ大陸・NABOヘビー級タイトルマッチ |
| 26           | 2025年2月22日  | ☆    | 6R 2:29  | KO      | 張志磊                         | 中国           | WBC世界ヘビー級暫定王座決定戦                                           |
| テンプレート |                |      |          |         |                                |                |                                                                         |

## 獲得タイトル
- WBC地中海ヘビー級王座
- EUヘビー級王座
- EBUヘビー級王座
- WBAコンチネンタルヘビー級王座
- NABFヘビー級王座
- WBAインターコンチネンタルヘビー級王座
- WBCアメリカ大陸ヘビー級王座
- NABOヘビー級王座
- WBC世界ヘビー級暫定王座（防衛0）